# Beffroi d'Hesdin
Le Beffroi d'Hesdin est situé dans le centre-ville d'Hesdin, dans le département du Pas-de-Calais. Il est inscrit au patrimoine mondial de l'UNESCO, au titre de Beffrois de Belgique et de France, depuis le 15 juillet 2005.

## Caractéristiques
Le beffroi d'Hesdin est une tour de pierre quadrangulaire de base carrée qui s'élève sur trois niveaux d'égales dimensions. Le troisième niveau est couronné d’une plate-forme ajourée avec décors à volutes. De cette plate-forme s'élève un quatrième niveau, percé sur chaque face d’une fenêtre à meneaux et couronné d’une frise en arcades. Une lanterne octogonale en pierre surmontée d'un lanternon recouvert d'ardoise coiffe le tout. La lanterne  renferme une cloche de 2 tonnes. L'intérieur contient trois cachots voûtés superposés.
Les parties anciennes du beffroi sont protégées au titre des monuments historiques : inscription par arrêté du 2 décembre 1946.